# Fathers & Sons (álbum)
Fathers & Sons es el quinto álbum de estudio del cantante estadounidense de música country Luke Combs, lanzado el 14 de junio de 2024 a través de Columbia Nashville y Seven Ridges Records. Fue precedido por la canción «The Man He Sees in Me». El álbum fue producido por Combs, junto a Chip Matthews y Jonathan Singleton, y está siendo promocionado como parte de la gira de Combs Growin' Up and Gettin' Old Tour.

## Antecedentes
Combs interpretó por primera vez la canción «Take Me Out to the Ballgame» (sin confundirse con la canción homónima de Tin Pan Alley) en abril de 2024, durante sus dos conciertos en el American Family Field en Milwaukee, Wisconsin. Anunció el álbum el 6 de junio de 2024 y lanzó también el sencillo principal «The Man He Sees in Me».
El álbum se lanzó dos días antes del Día del Padre en Estados Unidos, con Combs colaborando con American Greetings para permitir que las personas usen sus letras en tarjetas de felicitación virtuales.

## Recepción de la crítica
Piper Westrom, de Riff Magazine, describió el álbum como «una conmovedora oda a la nueva paternidad» y destacó que sus canciones son «lentas y deliberadas, guiadas por guitarra acústica y piano, con un enfoque claro en la composición», concluyendo que es «personal y auténtico» y «hermoso».

## Lanzamiento y promoción
Fathers & Sons fue lanzado el 14 de junio de 2024 por Columbia Nashville y Seven Ridges Records. El sencillo principal del álbum, «The Man He Sees in Me», se lanzó el 6 de junio de 2024. Las canciones del álbum también están siendo interpretadas como parte de la gira Growin' Up and Gettin' Old Tour de Combs.

## Lista de canciones
| Fathers & Sons: Lista de canciones |                               |                                                                     |          |  |
| N.º                                | Título                        | Escritor(es)                                                        | Duración |  |
| 1.                                 | «Front Door Famous»           | Luke Combs Nick Columbia Blake Densmore Noah Thompson Robert Snyder | 3:18     |  |
| 2.                                 | «In Case I Ain't Around»      | Combs Jamie Davis Ray Fulcher Dan Isbell Reid Isbell                | 3:30     |  |
| 3.                                 | «Huntin' by Yourself»         | Combs Thomas Archer Fulcher Alex Palmer Michael Tyler               | 3:59     |  |
| 4.                                 | «Little Country Boys»         | Luke Bryan Blair Daly Dallas Davidson                               | 3:15     |  |
| 5.                                 | «Whoever You Turn Out to Be»  | Rhett Akins Ben Stennis                                             | 3:18     |  |
| 6.                                 | «Remember Him That Way»       | Combs Jessi Alexander Erik Dylan Jonathan Singleton                 | 3:56     |  |
| 7.                                 | «The Man He Sees in Me»       | Combs Josh Phillips                                                 | 2:45     |  |
| 8.                                 | «All I Ever Do Is Leave»      | Alexander Andrew Dorff Singleton                                    | 3:21     |  |
| 9.                                 | «Plant a Seed»                | Combs Jeff Hyde Wyatt McCubbin Snyder                               | 3:14     |  |
| 10.                                | «Ride Around Heaven»          | Combs Casey Beathard McCubbin Jeremy Stover                         | 3:03     |  |
| 11.                                | «My Old Man Was Right»        | Combs Lori McKenna                                                  | 3:15     |  |
| 12.                                | «Take Me Out to the Ballgame» | Combs Fulcher Adam James                                            | 3:16     |  |

## Posicionamiento en listas
| Listas (2024)                       | Mejor posición |
| ----------------------------------- | -------------- |
| Australia (ARIA)                    | 3              |
| Canadá (Billboard Canadian Albums)  | 6              |
| Irlanda (OCC)                       | 13             |
| Nueva Zelanda (Recorded Music NZ)   | 5              |
| Noruega (VG-lista)                  | 12             |
| Escocia (Scottish Albums Chart)     | 12             |
| Suecia (Sverigetopplistan)          | 23             |
| Suiza (Schweizer Hitparade)         | 56             |
| Reino Unido (UK Albums Chart)       | 14             |
| Reino Unido (UK Country Albums)     | 1              |
| Estados Unidos (Billboard 200)      | 6              |
| Estados Unidos (Top Country Albums) | 2              |